# D’Andre Swift
D’Andre Tiyon Swift (geboren am 14. Januar 1999 in Philadelphia, Pennsylvania) ist ein US-amerikanischer American-Football-Spieler auf der Position des Runningbacks. Er spielte College Football für die University of Georgia und steht seit 2024 bei den Chicago Bears in der National Football League (NFL) unter Vertrag. Zuvor spielte Swift drei Jahre lang für die Detroit Lions sowie eine Saison für die Philadelphia Eagles.

## College
Swift besuchte die Saint Joseph’s Preparatory School in seiner Heimatstadt Philadelphia. Anschließend ging er auf die University of Georgia, wo er von 2017 bis 2019 für die Bulldogs spielte. In seinem Jahr als Freshman war er der dritte Runningback hinter den späteren NFL-Spielern Nick Chubb und Sony Michel und erlief 618 Yards bei 81 Laufversuchen. Im Jahr darauf verzeichnete er 1049 Yards bei 163 Läufen und erzielte 10 Touchdowns, zudem fing er 32 Pässe für 297 Yards und drei Touchdowns. Dabei spielte er neben Elijah Holyfield ungefähr bei der Hälfte aller Snaps. In der Saison 2019 war er alleiniger Starter, allerdings setzten die Bulldogs wenig auf Laufspiel und ließen Swift im Durchschnitt nur vierzehnmal pro Spiel laufen. Er erlief 1216 Yards, erzielte 216 Yards Raumgewinn im Passspiel und fand insgesamt achtmal den Weg in die Endzone. Er wurde in das All-Star-Team der Southeastern Conference (SEC) gewählt.
Am 3. Januar 2020 gab Swift bekannt, sich für den NFL Draft anzumelden.

## NFL
Swift wurde im NFL Draft 2020 in der 2. Runde an 35. Stelle von den Detroit Lions ausgewählt. Damit war er nach Clyde Edwards-Helaire der zweite Runningback, der in diesem Draft ausgewählt wurde. Bei seinem NFL-Debüt am 1. Spieltag gegen die Chicago Bears gelang ihm sein erster Touchdown in der NFL, allerdings ließ er bei der 23:27-Niederlage wenige Sekunden vor Ende der Partie einen möglichen spielentscheidenden Touchdownpass fallen. Am 10. Spieltag lief Swift erstmals als Starter für die Lions auf, nachdem er sich zuvor in einem geteilten Backfield gegen Adrian Peterson und Kerryon Johnson durchgesetzt hatte. Beim Sieg gegen das Washington Football Team fing er einen Touchdownpass und sorgte für insgesamt 149 Yards Raumgewinn. Insgesamt erlief Swift als Rookie 521 Yards und fing 46 Pässe für 357 Yards. Dabei erzielte er zehn Touchdowns.
In der Saison 2021 teilte Swift sich das Backfield der Lions mit Jamaal Williams. Am zehnten und am elften Spieltag konnte er mit 130 bzw. 136 Yards Raumgewinn im Laufspiel überzeugen, bevor er wegen einer Schulterverletzung für vier Spiele ausfiel. Mit 617 Rushing-Yards führte Swift die Lions in dieser Statistik an.
Swift startete mit 144 Yards bei 15 Läufen am ersten Spieltag stark in die Saison 2022, im weiteren Saisonverlauf spielte Williams, der als erster Runningback der Lions seit 2013 über 1000 Yards erlief und mit 17 erlaufenen Touchdowns einen neuen Franchiserekord aufstellte, jedoch die größere Rolle. Swift verpasste drei Spiele, erlief 542 Yards und erzielte zudem 389 Yards Raumgewinn im Passspiel. Mit 5,5 Yards pro Lauf verzeichnete er den besten Wert seiner NFL-Karriere.
Während des NFL Draft 2023 gaben die Lions Swift im Austausch gegen einen Viertrundenpick 2025 und einen Austausch von Siebtrundenpicks 2023 an die Philadelphia Eagles ab. Zuvor hatten die Lions im Draft an zwölfter Stelle Runningback Jahmyr Gibbs ausgewählt. Bei den Eagles war Swift erstmal klarer Nummer-eins-Runningback. Er startete mit zwei 100-Yard-Spielen auffällig in die Saison, konnte aber anschließend bis Woche 15 nie über 80 Yards erlaufen. Insgesamt erlief Swift 1059 Yards und stellte damit einen Karrierehöchstwert auf. Er wurde erstmals in den Pro Bowl gewählt.
Im März 2024 unterschrieb Swift einen Dreijahresvertrag im Wert von 24 Millionen US-Dollar bei den Chicago Bears.

### NFL-Statistiken
| Saison                             | Team  | Spiele | Spiele | Rushing | Rushing | Rushing | Rushing | Rushing | Receiving | Receiving | Receiving | Receiving | Receiving | Fumbles | Fumbles |
| Saison                             | Team  | GP     | GS     | Att     | Yds     | Avg     | Lng     | TD      | Rec       | Yds       | Avg       | Lng       | TD        | Fum     | Lost    |
| ---------------------------------- | ----- | ------ | ------ | ------- | ------- | ------- | ------- | ------- | --------- | --------- | --------- | --------- | --------- | ------- | ------- |
| 2020                               | DET   | 13     | 4      | 114     | 521     | 4,6     | 54      | 8       | 46        | 357       | 7,8       | 26        | 2         | 3       | 2       |
| 2021                               | DET   | 13     | 4      | 151     | 617     | 4,1     | 57      | 5       | 62        | 452       | 7,3       | 63        | 2         | 2       | 1       |
| 2022                               | DET   | 14     | 8      | 99      | 542     | 5,5     | 50      | 5       | 48        | 389       | 8,1       | 25        | 3         | 1       | 0       |
| 2023                               | PHI   | 16     | 15     | 229     | 1049    | 4,6     | 43      | 5       | 39        | 214       | 5,5       | 20        | 1         | 3       | 1       |
| 2024                               | CHI   | 17     | 17     | 253     | 959     | 3,8     | 56      | 6       | 42        | 386       | 9,2       | 42        | 0         | 2       | 0       |
| Total                              | Total | 73     | 48     | 846     | 3688    | 4,4     | 57      | 29      | 237       | 1798      | 7.6       | 63        | 8         | 11      | 4       |
| Quelle: pro-football-reference.com |       |        |        |         |         |         |         |         |           |           |           |           |           |         |         |